# Ryszard Szurkowski
Ryszard Jan Szurkowski (12 de janeiro de 1946 – 1 de fevereiro de 2021) foi um ciclista polonês. Szurkowski terminou em segundo lugar na competição Volta à Polónia de 1973. Conquistou duas medalhas de prata por equipes contra o relógio nos Jogos Olímpicos de Verão em 1972 e 1976.
Morreu em 1 de fevereiro de 2021, aos 75 anos de idade.